# Gunice
Gunice [ɡuˈnit͡sɛ] là một khu định cư ở quận hành chính của Cảnh sát Gmina, trong vòng County Police, Zachodniopomorskie, ở tây bắc Ba Lan, gần với Đức biên giới. Nó nằm khoảng 8 kilômét (5 mi)   phía tây của Cảnh sát và 18 km (11 mi) phía tây bắc của thủ đô khu vực Szczecin.
Trước năm 1945, khu vực này là một phần của Đức. Đối với lịch sử của khu vực, xem Lịch sử của Pomerania.